# Jean-Baptiste de Clercq
Pour les articles homonymes, voir De Clercq.
Pas d'image ? Cliquez ici

a Compétitions nationales et continentales officielles uniquement.

b Matchs officiels uniquement.
Dernière mise à jour le 09/12/2022.
Jean-Baptiste de Clercq est un joueur belge de rugby à XV évoluant en équipe nationale depuis 2017. Il joue actuellement au poste de pilier au SC Albi en Nationale.

## Biographie
Natif de Gand, il commence le rugby dans le club local, le Gent RFC. Après plusieurs saisons, il arrête le rugby  . Il reprendra en 2010 au Lille Métropole rugby où évoluait son frère. De là, il rejoint le centre de formation du Stade montois, où il évoluera deux saisons. Talentueux, il intégrera même le groupe de l'équipe de France de rugby à XV des moins de 20 ans.
Il finira sa formation au Stade français. Dans le même temps, il est intégré au groupe professionnel et réalise ses débuts en Top 14 le 23 août 2015 face à la Section paloise. Il signe son premier contrat professionnel au Stade français, mais une blessure à la clavicule l'écartera du rugby pendant quelque temps.
Plus intégré au groupe professionnel par la suite, il se relance en signant au FC Oloron en Fédérale 1. Titulaire indiscutable, il se fait alors repérer par plusieurs clubs professionnels, et signe finalement à l'Aviron bayonnais . Peu utilisé à Bayonne, il quitte le club après deux saisons et demie pour rejoindre l'US Bressane, affaibli par de nombreuses blessures. Il y dispute onze rencontres lors de sa demi-saison, mais ne peut empêcher le club d'être relégué en Nationale. Non conservé, il s'engage pour deux saisons en faveur du SC Albi, qui évolue dans la même division.

## Palmarès
- Champion d'Europe des moins de 18 ans en 2012 avec la Belgique

## Statistiques

### En club
| 2015-2016 | Stade français   | 2  | 0  |
| 2016-2017 | Stade français   | 1  | 0  |
| 2017-2018 | Stade français   | 0  | 0  |
| 2018-2019 | FC Oloron        | 19 | 15 |
| 2019-2020 | Aviron bayonnais | 9  | 0  |
| 2020-2021 | Aviron bayonnais | 8  | 0  |
| 2021-2022 | Aviron bayonnais | 3  | 0  |
| 2021-2022 | US Bressane      | 11 | 5  |
| 2022-2023 | SC Albi          | 22 | 35 |
| 2015-2023 | Total            | 77 | 55 |

### En sélection
| Année | Compétition | Matchs | Points | Essais | Transf. | Drops | Pénal. |
| ----- | ----------- | ------ | ------ | ------ | ------- | ----- | ------ |
| 2017  | REC 2017    | 6      | 5      | 1      | -       | -     | -      |
| 2019  | REC 2019    | 3      | -      | -      | -       | -     | -      |
| 2020  | REC 2020    | 1      | -      | -      | -       | -     | -      |
| Total | Total       | 10     | 5      | 1      | -       | -     | -      |

| Essai | Adversaire | Lieu                    | Compétition | Date         | Résultat | Score |
| ----- | ---------- | ----------------------- | ----------- | ------------ | -------- | ----- |
| 1     | Roumanie   | Petit Heysel, Bruxelles | REC 2017    | 11 mars 2017 | Défaite  | 17-33 |